# Rachel Fenwick
Rachel Fenwick, född 25 oktober 1935, är en brittisk bågskytt. Hon deltog vid olympiska sommarspelen 1976.